# Opius africanus
Opius africanus är en stekelart som först beskrevs av Gyöö Viktor Szépligeti 1908.  Opius africanus ingår i släktet Opius och familjen bracksteklar. Inga underarter finns listade i Catalogue of Life.